# Union Point
Union Point – miasto w Stanach Zjednoczonych, w stanie Georgia, w hrabstwie Greene.